# السباق الخماسي (فلم)
السباق الخماسي (بالإنجليزية: Pentathlon) ، هي فيلم أمريكي من نوع أكشن، نشرها شركة لايف انترتنمنت سنة 1994م، من بطولة الممثل السويدي دولف لندجرين.

## وصلة خارجية
- مقالات تستعمل روابط فنية بلا صلة مع ويكي بيانات